# Пружинка (Чіп і Дейл)
Пружи́нка (англ. Gadget Hackwrench, дослівно «Гаджет Гайковий ключ») — героїня американського мультсеріалу «Чіп і Дейл — бурундучки-рятівнички» (1989), створена Тедом Стоунсом. У англійській версії її постійним голосом є акторка Тресс Мак-Нілл. Від моменту першої появи в мультсеріалі фігурувала в різних медіа, пов'язаних із ним.
Антропоморфна миша, дочка геніального механіка Турбіна Гайковича, яка успадкувала його гострий розум і стала винахідницею. Разом із іншими олюдненими тваринами — бурундуками Чіпом і Дейлом, мишею Сирогризом та мухою Ґедзиком — сформувала героїчну команду Рятувальників, члени якої розслідують «надто маленькі» для поліції злочини.
Здобула багато позитивних відгуків критиків та фанатів мультсеріалу і стала однією з найпопулярніших героїв франшизи «Чіп і Дейл — бурундучки-рятівнички», багато глядачів навіть закохувалися в неї. Її образ нерідко приміряють косплеєрки, а художники присвячують героїні фан-арти.

## Створення та образ
Пружинку вигадав американський режисер Тед Стоунс, який спочатку задумував «Рятувальників» як команду антропоморфних звірів, що складається з оригінальних персонажів; на той момент до неї входили: Пружинка, Сирогриз, Ґедзик і хамелеон, азійський цвіркун, короткозорий білоголовий орлан і лідер команди — мишеня Кіт Колбі. Надалі Стоунс зустрівся з головою The Walt Disney Company Майклом Айснером, який переконав його переосмислити концепцію мультсеріалу, додавши до команди популярних героїв компанії Чіпа і Дейла, щоб привернути увагу глядачів іменами відомих героїв. Спочатку транспортним засобом команди був орлан, але, після його виключення зі сюжету, творці вигадали літак Пружинки. Прообразом героїні стала дівчина-винахідниця на ім'я Джордан із фільму «Справжній геній» (1985), яку зіграла Мішель Мейрінк.
У команді Пружинка забезпечує не лише технічну, але й моральну підтримку своїх імпульсивних товаришів. Завдяки геніальному інтелекту, вона може зібрати з незв'язаних між собою речей високотехнологічні пристрої. Пружинка — справжня фанатичка своєї справи, тому нерідко не помічає залицянь Чіпа і Дейла та стає мимовільною учасницею любовного трикутника. Має схильність до самокопання аж до того, що може впасти в депресію. Попри доброту, скромність і дружелюбність, героїня має межу внутрішнього спокою.
В англійській версії її постійним голосом є акторка Тресс Мак-Нілл. Українською мовою озвучила Марина Локтіонова.

## Життєпис
Батьком Пружинки був Турбін Гайкович, видатний винахідник, який загинув до початку мультсеріалу; від нього Пружинка успадкувала потяг до конструювання. Через роки вона зустріла Сирогриза, близького друга її батька, а також познайомилася з Чіпом і Дейлом, які закохалися в неї з першого погляду. Після успішного завершення місії з повернення вкраденого рубіна, в ході якої герої зіткнулися зі своїми майбутніми заклятими ворогами — злочинним босом котом Котярою і шаленим професором Нортоном Німнулом, Пружинка, Чіп, Дейл, Сирогриз і Ґедзик заснували команду Рятувальників, щоб розслідувати «надто маленькі» для поліції злочини; свою штаб-квартиру вони розмістили на дереві у міському парку.

## Інші появи
Пружинка з'являється в епізоді «Нуль-Нуль-Кряк розбивається тільки двічі!» мультсеріалу «Качині історії» (2017). Спочатку вона була піддослідною мишею в лабораторії терористичної організації В. А.О. Н.; чапля Чорногус ненавмисно піддає її, Чіпа, Дейла і Сирогриза впливу променя, який підвищує рівень інтелекту, що призводить до появи Рятувальників. Герої допомагають Форсажу Маккряку і Дьюї втекти з в'язниці. Також Рятувальники епізодично фігурують у заключному епізоді «Остання пригода!».
Пружинка з'являється у фільмі «Чіп і Дейл — бурундучки-рятівнички» (2022), події якого розгортаються після закінчення однойменного мультсеріалу. В реальності, де люди та анімовані персонажі живуть в одному світі, Пружинку зображено як акторку шоу «Чіп і Дейл — бурундучки-рятівнички». Після закриття шоу про Рятувальників 1990 року, Пружинка та Ґедзик стають парою. Протягом наступних 30 років вони народжують на світ 42 дитини, кожна з яких певною мірою є гібридом мухи та миші.
Пружинка фігурує в іграх за різними проєктами Disney. За сюжетом Chip'n Dale Rescue Rangers (1990), Котяра викрадає Пружинку та змушує її працювати на нього. Вона створює бездротовий телефон і зв'язується з Чіпом і Дейлом, а потім за допомогою поштового голуба надсилає їм карту до казино Котяри. Після порятунку Пружинки бурундуки одержують ракету, яка доставляє їх до сховку заклятого ворога. У Chip 'n Dale Rescue Rangers: The Adventures in Nimnul's Castle Рятувальники вирушають рятувати Сирогриза, який потрапив у мишоловку в замку професора Німнула. Бурундуки збирають для Пружинки деталі, з яких вона будує літальний апарат. У Chip 'n Dale Rescue Rangers 2 (1993) Пружинка, разом із іншими Рятувальниками, бере участь у знешкодженні бомби, яку встановив Котяра. Здобувши перемогу, Рятувальники клянуться дати відсіч Котярі, якщо той здійснить нові злочини. Пружинка, Чіп, Дейл та Ґедзик з'явилися на картах у грі-головоломці Mickey's Memory Challenge (1993). Пружинка та інші Рятувальники з'являються в мобільних іграх Disney Tsum Tsum (2014), Disney Heroes: Battle Mode (2018), Disney Emoji Blitz (2018) та Disney Sorcerer's Arena (2021).
Пружинка з'являється в різних літературних творах Disney. Вона — одна з головних героїв коміксу Chip 'n' Dale Rescue Rangers, який компанія Disney Comics публікувала 1990 року, що мав 19 випусків. Пружинка та інші Рятувальники з'являються в коміксі Chip'n Dale Rescue Rangers 2010 року, що складається з 10 випусків. Також героїня періодично з'являлася в журналах Kalle Anka & C:o (1948), Topolino (1949), Le Journal de Mickey (1952), Zé Carioca (1961), Almanaque Disney (1970), Mikke Mus (1980), Super Picsou Géant (1983), Donald Duck & Co Ekstra (1985), P'tit Loup (1989), Disney Mix (1989), Disney Comics Album (1990), Disney Adventures (1990), Disney Club Vacances (1991), Cartoon Tales (1991), Disney's Colossal Comics Collection (1991)), Walt Disney's Spring Fever (1991), Disney Afternoon (1994), Disney Club (1996), Disney: The Ultimate Visual Guide (2002), Darkwing Duck (2010), Disney Afternoon Giant (2018), Darkwing Duck: Just Us Justice Ducks (2021) та The Art of DuckTales (2022). За сюжетом книжкової серії The Mouse Watch, що послужила спін-офом до мультсеріалу «Чіп і Дейл — бурундучки-рятівнички», Пружинка заснувала елітну групу бійців зі злочинністю під назвою «Мишача варта»; через це вона є кумиром головної героїні творів на ім'я Бернадетт «Берні» Скамперски.

## Сприйняття та спадщина

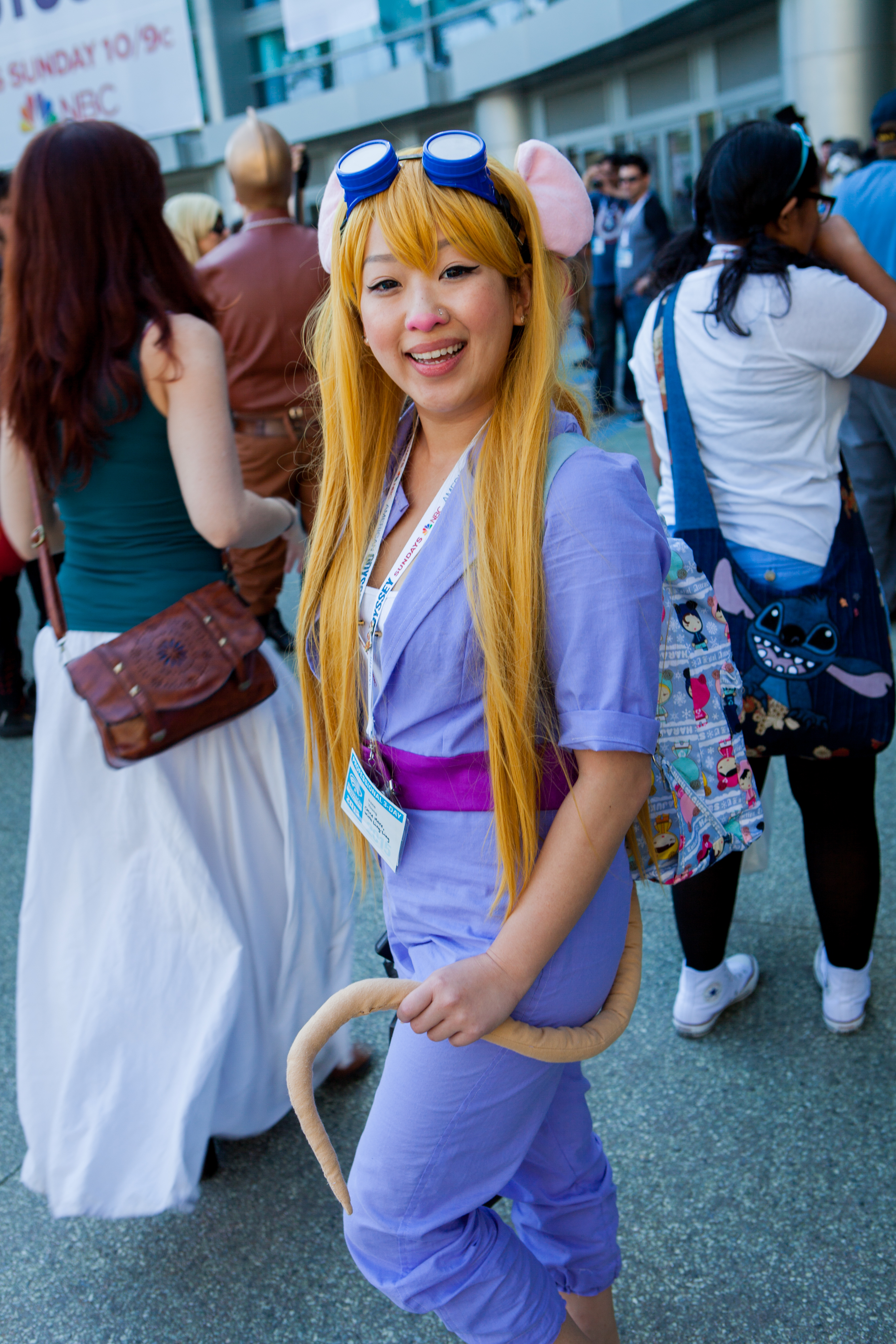
Косплей Пружинки на фестивалі комікс-культури та гік-тематики WonderCon 2015

Пружинка отримала позитивні відгуки від критиків і фанатів мультсеріалу і стала однією з найпопулярніших його героїв, багато глядачів навіть по-справжньому закохувалися в неї. Багато людей присвячували Пружинці фан-арти і косплеїли її. Особливої значущості героїня набула в Росії, де зародилися релігійний рух «Гайкослав'я», а також релігійний культ «Культ Променистої Гаєчки», члени якого поклонялися їй як богині.
Люсія Пітерс із Bustle включила Пружинку до списку «10 вигаданих рольових моделей 1990-х, які багато чому нас навчили», зазначивши, що «здатність [Пружинки] робити помилки, а потім вчитися на них — одна з найцінніших навичок, пов'язаних із роботою, якими ви можете володіти, чи ви інженерний геній, чи художній керівник». Comic Book Resources помістив Пружинку на 1-ше місце серед «10 мультиплікаційних персонажів, які працюють найбільше»; з іншого боку, ще одному рецензенту порталу не сподобалася роль Пружинки в мультсеріалі як «об'єкта бажання», оскільки її особисті якості відходили на другий план. BuzzFeed включив Пружинку до списку «37 мультиплікаційних персонажів, завдяки яким багато жінок зрозуміли, що вони безумовно не вписуються в традиційну ґендерну роль».
Фанати мультсеріалу «Чіп і Дейл — бурундучки-рятівнички» негативно сприйняли майбутнє Пружинки, представлене в повнометражному фільмі 2022 року. Сценарист картини Ден Грегор заявив, що це був «найдивніший жарт у фільмі», який він додав до оповіді як данину поваги «міжвидовій романтиці у фільмах».
Від 1993 року в північній частині Діснейленду під назвою «Mickey's Toontown» діє атракціон «Gadget's Go Coaster», названий на честь Пружинки. 1996 року цей атракціон з'явився в токійському Діснейленді.
Зі зображенням Пружинки виходила різна продукція. Від 1989 до 1990 року McDonald's продавала фігурки Рятувальників у Хеппі Міл. 1991 року в сухих сніданках Kellogg's траплялися фігурки Рятувальників, зокрема й Пружинки. 1992 року в сухих сніданках Applause також зустрічалися фігурки героїв мультсеріалу «Чіп і Дейл — бурундучки-рятівнички». 2017 року відвідувачам токійського Діснейленду видавали м'які іграшки героїні. Того ж року Funko випустила мініфігурки різних героїв The Walt Disney Company, серед яких була Пружинка. Через рік команда створила нові мініфігурки Рятувальників у рамках колекції «Funko Disney Afternoon». 2019 року в продажу Disney Store Japan з'явилися плюшеві іграшки всіх членів команди Рятувальників.